# Begonia salaziensis
Espèce
Synonymes
- Begonia aptera Roxb.[1]
- Begonia mascariensis Bojer[1]
- Mezierea salaziensis Gaudich.[1] [2]

Statut de conservation UICN

 CR D : 
En danger critique
Begonia salaziensis est une espèce de plantes de la famille des Begoniaceae. Ce bégonia endémique des Mascareignes est en danger critique de disparition. L'espèce fait partie de la section Mezierea. Elle a été décrite en 1841 sous le basionyme de Mezierea salaziensis par Charles Gaudichaud-Beaupré (1789-1854), puis recombinée dans le genre Begonia en 1894 par Otto Warburg (1859-1938). L'épithète spécifique salaziensis signifie « de Salazie », en référence à Salazie, une localité de La Réunion. 

## Description
Cet arbrisseau peut atteindre 2,4 mètres. L'écorce des sujets jeunes est verte et devient grise en vieillissant. Ses branches sont droites ou courbées et ses stipules sont ovales ou en forme de lancettes, d'une longueur de 1,5 à 4,5 cm et d'une largeur de 0,5 à 1,5 cm. Ses pétioles vertes mesurent de 2,5 à 11 cm, ses feuilles, ovales et asymétriques, de 7 à 16 cm, pour 3,5 à 10,5 cm de largeur. Son inflorescence est de quinze fleurs par cyme. Les bractées vertes mesurent de 10 à 15 mm de longueur et de 6 à 10 mm de largeur. Les fleurs aussi bien mâles que femelles portent quatre périanthes de couleur blanche. Cultivé, il fleurit au bout de seize mois.

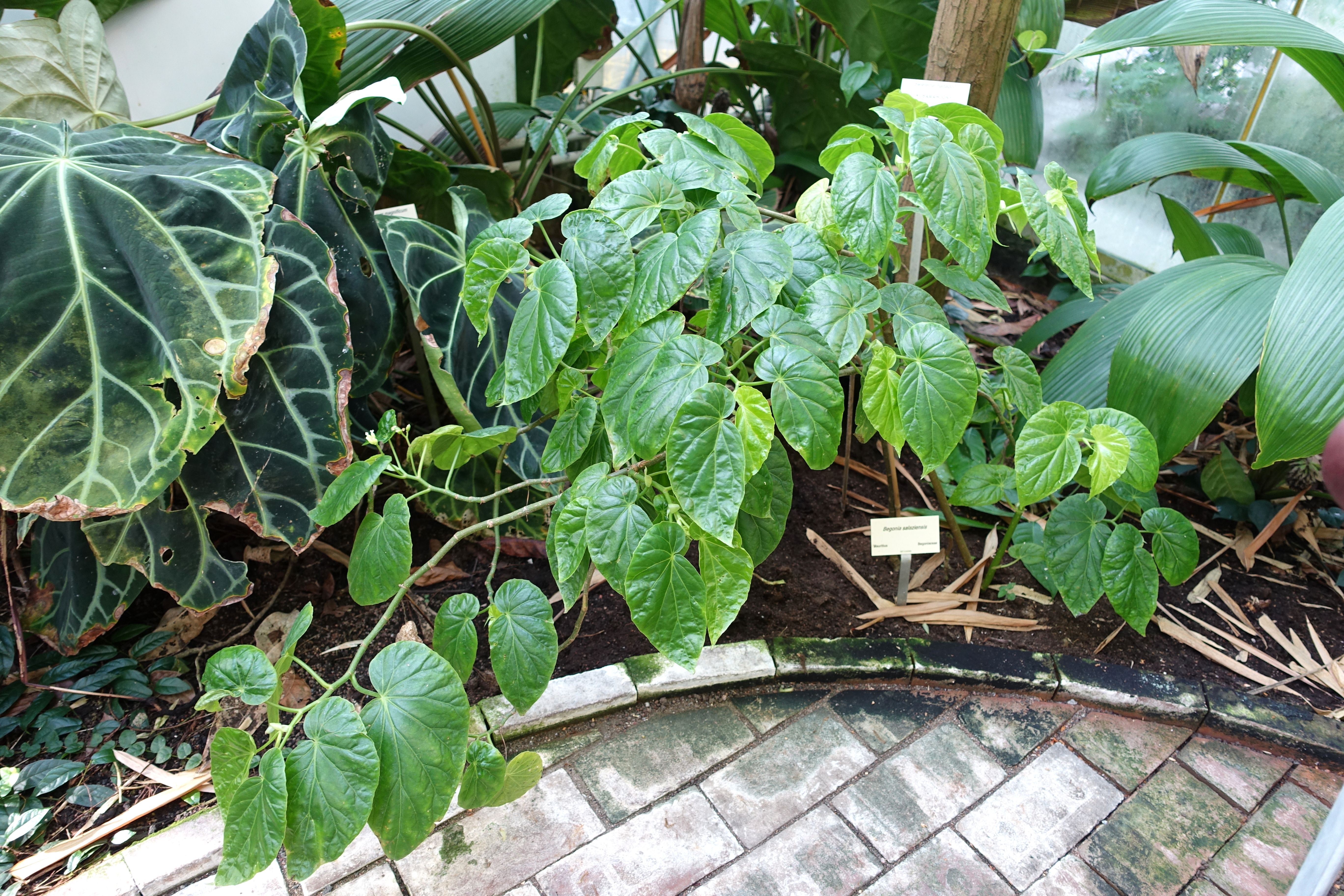
Aspect d'ensemble
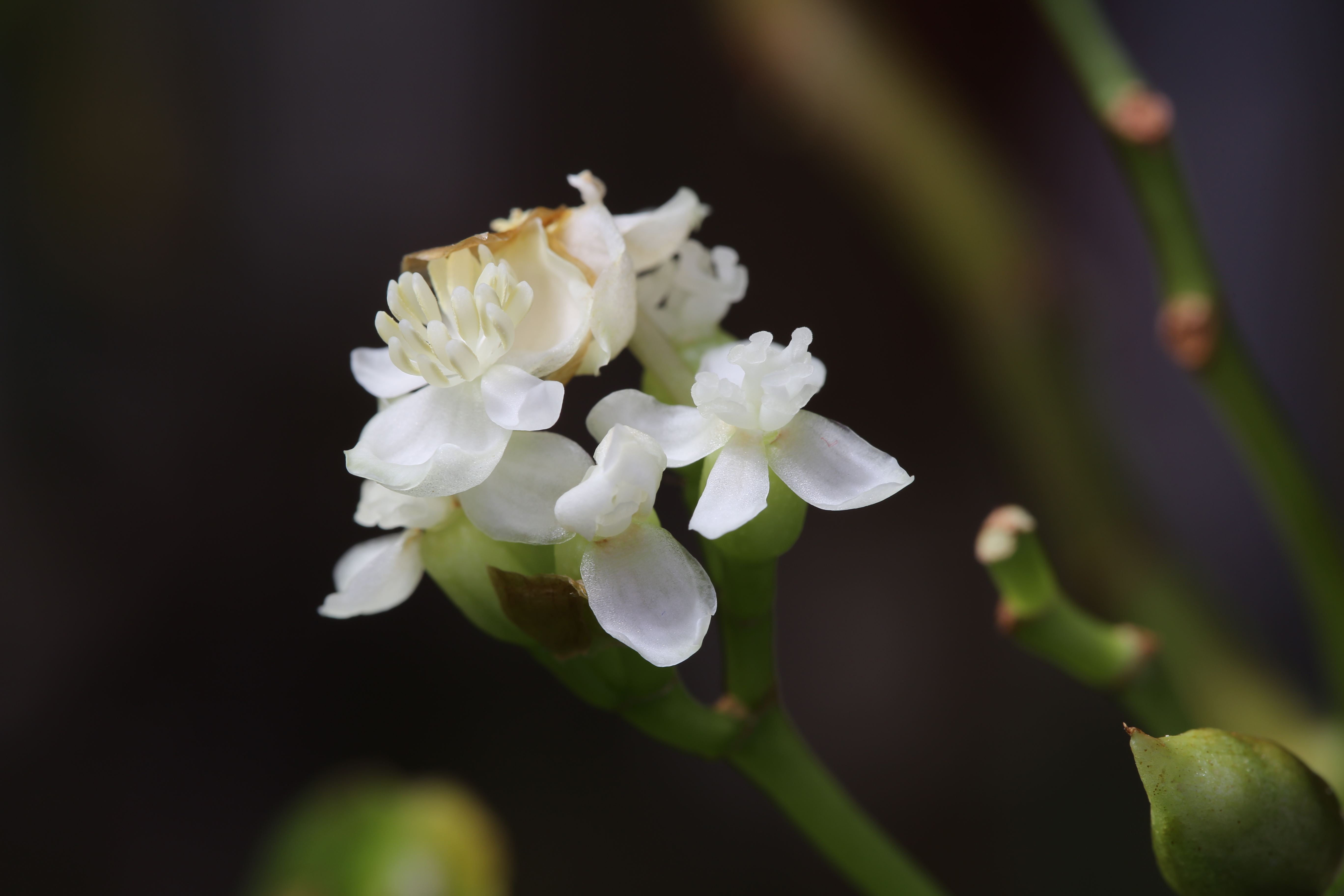
Inflorescence
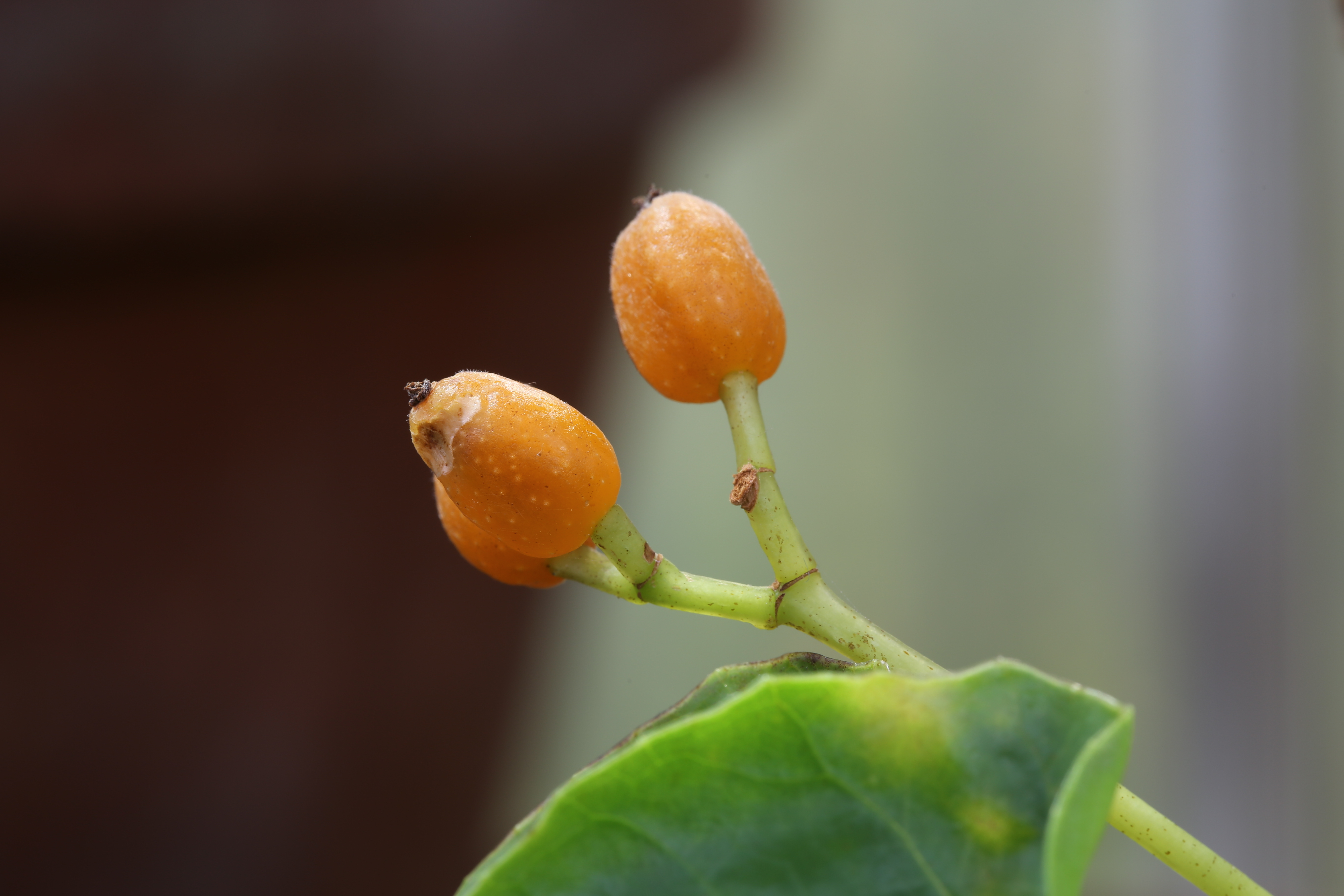
fruits

## Répartition géographique
L'espèce est originaire de l'île Maurice et de La Réunion .
Ce Begonia a été observé en 1837 à la Réunion et à Maurice au trou Kanaka où il est aujourd'hui disparu, ainsi que dans les environs de Bel Ombre. Il croît dans des forêts humides tropicales dans une terre riche d'humus et à flanc de montagne.
Il a été détruit par l'invasion de plantes introduites par l'homme et il n'en restait qu'une cinquantaine d'exemplaires à la fin du XXe siècle. Cette plante peut heureusement être cultivée et il est ainsi possible d'en observer dans différents jardins botaniques du monde.

## Liste des variétés
Selon Tropicos (9 mars 2017) (Attention liste brute contenant possiblement des synonymes) :
- Begonia salaziensis var. calleryana Merr.
- Begonia salaziensis var. comorensis (A. DC. ex Warb.) L.B. Sm. & Wassh.